# Municipio de Yell (condado de Webster)
El municipio de Yell (en inglés: Yell Township) es un municipio ubicado en el condado de Webster en el estado estadounidense de Iowa. En el año 2010 tenía una población de 83 habitantes y una densidad poblacional de 1,77 personas por km².

## Geografía
El municipio de Yell se encuentra ubicado en las coordenadas 42°19′1″N 93°59′45″O / 42.31694, -93.99583. Según la Oficina del Censo de los Estados Unidos, el municipio tiene una superficie total de 46.94 km², de la cual 45,91 km² corresponden a tierra firme y (2,21 %) 1,04 km² es agua.

## Demografía
Según el censo de 2010, había 83 personas residiendo en el municipio de Yell. La densidad de población era de 1,77 hab./km². De los 83 habitantes, el municipio de Yell estaba compuesto por el 96,39 % blancos, el 2,41 % eran amerindios, el 1,2 % eran de otras razas. Del total de la población el 0 % eran hispanos o latinos de cualquier raza.